# Ahlatlı, Kofçaz
Ahlatlı là một xã thuộc huyện Kofçaz, tỉnh Kırklareli, Thổ Nhĩ Kỳ. Dân số thời điểm năm 2011 là 55 người.